# Scopula eburneata
Scopula eburneata är en fjärilsart som beskrevs av Achille Guenée 1857. Scopula eburneata ingår i släktet Scopula och familjen mätare. Inga underarter finns listade.